# Period (geologi)
| Geokronologi                 | Geokronologi         | Geokronologi  | Geokronologi      |
| Eon                          | Era                  | Period        | Miljoner år sedan |
| ---------------------------- | -------------------- | ------------- | ----------------- |
| Fanero- zoikum               | Kenozoikum           | Kvartär       | 2,6–0,0           |
| Fanero- zoikum               | Kenozoikum           | Neogen        | 23–2,6            |
| Fanero- zoikum               | Kenozoikum           | Paleogen      | 66–23             |
| Fanero- zoikum               | Mesozoikum           | Krita         | 145–66            |
| Fanero- zoikum               | Mesozoikum           | Jura          | 201–145           |
| Fanero- zoikum               | Mesozoikum           | Trias         | 252–201           |
| Fanero- zoikum               | Paleozoikum          | Perm          | 299–252           |
| Fanero- zoikum               | Paleozoikum          | Karbon        | 359–299           |
| Fanero- zoikum               | Paleozoikum          | Devon         | 419–359           |
| Fanero- zoikum               | Paleozoikum          | Silur         | 444–419           |
| Fanero- zoikum               | Paleozoikum          | Ordovicium    | 485–444           |
| Fanero- zoikum               | Paleozoikum          | Kambrium      | 541–485           |
| Protero- zoikum              | Neo- proterozoikum   | Ediacara      | 635–541           |
| Protero- zoikum              | Neo- proterozoikum   | Kryogenium    | 720–635           |
| Protero- zoikum              | Neo- proterozoikum   | Tonium        | 1000–720          |
| Protero- zoikum              | Meso- proterozoikum  | Stenium       | 1200–1000         |
| Protero- zoikum              | Meso- proterozoikum  | Ectasium      | 1400–1200         |
| Protero- zoikum              | Meso- proterozoikum  | Kalymmium     | 1600–1400         |
| Protero- zoikum              | Paleo- proterozoikum | Staterium     | 1800–1600         |
| Protero- zoikum              | Paleo- proterozoikum | Orosirium     | 2050–1800         |
| Protero- zoikum              | Paleo- proterozoikum | Ryacium       | 2300–2050         |
| Protero- zoikum              | Paleo- proterozoikum | Siderium      | 2500–2300         |
| Arkeikum                     | Neoarkeikum          |               | 2800–2500         |
| Arkeikum                     | Mesoarkeikum         |               | 3200–2800         |
| Arkeikum                     | Paleoarkeikum        |               | 3600–3200         |
| Arkeikum                     | Eoarkeikum           |               | 4000–3600         |
| Hadeikum                     |                      |               | 4600–4000         |
| Jorden bildas                | Jorden bildas        | Jorden bildas | tidigare          |
| Se även Geologisk tidsskala. |                      |               |                   |

En geologisk period är en tidsenhet som används inom den geologiska tidsskalan och är en underindelning av en era. En period delas i sin tur in i olika epoker.
År 2004 erkände International Union of Geological Sciences perioden ediacara inom neoproterozoikum, den första nya fastställda perioden på 130 år. Geologiska perioder föregående ediacara motsvarande erorna neoproterozoikum, mesoproterozoikum och paleoproterozoikum (tillsammans utgörande eonen proterozoikum) har namngivits men ännu ej vunnit samma erkännande. Dessa perioder fastställs idag genom radiometrisk datering istället för stratigrafi.
| Lagerföljder inom kronostratigrafi | Tidsintervall inom geokronologi | Ändelser för svenska namn | Exempel                | Antal namngivna |
| ---------------------------------- | ------------------------------- | ------------------------- | ---------------------- | --------------- |
|                                    | Supereon                        | -                         | Prekambrium            | 1 supereon      |
| Eonotem                            | Eon                             | -ikum                     | Arkeikum               | 4 eoner         |
| Eratem                             | Era                             | -ikum                     | Kenozoikum             | 10 eror         |
| System                             | Period                          | -ogen, -ium, -            | Neogen, Kambrium, Jura | 22 perioder     |
| Serie                              | Epok                            | -ocen, -                  | Eocen, Wenlock         | 37 epoker       |
| Etage                              | Ålder                           | -                         | Flo, Sandby            | 95 åldrar       |
| Kronozon                           | Kron                            | -                         |                        | Inga officiella |

| Lagerföljder inom kronostratigrafi | Tidsintervall inom geokronologi | Exempel                 | Kommentar                           |
| ---------------------------------- | ------------------------------- | ----------------------- | ----------------------------------- |
| Övre                               | Yngre                           | Övre jura = Yngre jura  | Nya sedimentlager hamnar överst     |
| Mellersta                          | Mellersta                       | Mellersta jura          |                                     |
| Undre                              | Äldre                           | Undre jura = Äldre jura | De äldsta sedimenten ligger underst |